# Jaime del Burgo Azpíroz
Jaime del Burgo Azpíroz (Pamplona, 10 de julio de 1970) es un empresario español que estuvo vinculado a la familia real española.

## Biografía
Es hijo del político Jaime Ignacio del Burgo, quien fuera primer presidente democrático de la Diputación Foral de Navarra, y nieto de Jaime del Burgo Torres, escritor y destacado militante del movimiento carlista.
Empresario e inversor, ha residido en países como Marruecos, Sudáfrica, Brasil, México, Estados Unidos, Francia o Alemania.
Fue amigo íntimo de Letizia Ortiz y negoció para ella las capitulaciones matrimoniales para su enlace en 2004 con el entonces príncipe Felipe de Borbón, a cuya boda estuvo invitado como testigo.
En 2012 contrajo matrimonio con la hermana de Letizia, Telma Ortiz, de quien se divorció en 2016.
Actualmente vive en Suiza con su esposa hispano-sueca Lucía Díaz Liljestrom, con quien tiene una hija.
En diciembre de 2023 generó una controversia de eco internacional al afirmar que había sido amante de Letizia Ortiz antes y después de que esta se casase con el actual rey de España. Dicha información fue recogida por el periodista y escritor Jaime Peñafiel en su libro Letizia y yo, en el cual, según Del Burgo, solo se contaba una pequeña parte de la historia. A través de la red social X (Twitter), Del Burgo realizó varios comentarios y publicó una controvertida foto de Letizia con una pashmina, incluyendo un supuesto mensaje de amor con el que pretendía demostrar su romance. También anunció a través de este medio que publicaría un libro contando toda la historia, aunque posteriormente dijo que en su lugar haría una serie documental.